# As Fábulas Negras
As Fábulas Negras é um filme independente de terror de antologia produzido no Brasil em 2015.
As Fábulas Negras reúne importantes realizadores de filmes de terror brasileiros para dirigir cinco lendas de personagens do imaginário popular brasileiro em clima macabro. José Mojica Marins, o eterno Zé do Caixão, ficou responsável por dirigir o segmento O Saci, que mostra um lado tenebroso do famoso personagem do folclore brasileiro. Rodrigo Aragão (conhecido por filmes como Mangue Negro e A Noite do Chupacabras) dirigiu A Casa de Iara e O Monstro do Esgoto – este último, criado especialmente para o filme. O time de diretores se completa com  Petter Baiestorf e Joel Caetano, que dão ao público suas adaptações para os lendários personagens Lobisomem (em Pampa Feroz) e A Loira do Banheiro, respectivamente.

## Sinopse
Tudo começa com Crônicas do Esgoto, de Rodrigo Aragão, uma mistura de lendas urbanas com um trash macabro e irônico, que retrata o drama de uma população aterrorizada por um monstro carnívoro que habita o sistema de saneamento superfaturado da cidade.
Pampa Feroz, de Petter Baiestorf, um curta onde o foco é descobrir a identidade do Lobisomem que anda devorando muita gente.
O Saci, de José Mojica Marins coloca em prática toda sua experiência (por trás e também frente às câmeras) e retrata uma tensa história de perseguição, entre “pegadinhas” e armadilhas do garoto lendário de uma-perna-só. Uma garota atravessa a mata para buscar leite e no caminho sabe da existência do Saci, que castiga quem não respeita o povo da mata.
Loira do Banheiro, de Joel Caetano trazendo fortes influências das narrativas de terror japonês. Conta a história de um internato mal-assombrado. O episódio segue por uma linha com mais suspense e traz a criação de uma atmosfera de tensão de modo mais maduro. No roteiro, o capítulo também se mostra mais pleno que os demais.
Casa de Iara, de Rodrigo Aragão, quando o público conhece a história de uma esposa traída que faz um pacto com o diabo para se vingar do casal. O último episódio é responsável pelo desfecho de As Fábulas Negras e remete à cena inicial da produção, quando quatro garotinhos se reúnem na floresta para contar e escutar histórias macabras.

## Elenco
- Mayra Alarcón	...Madwoman, Teacher, Bathroom Blond
- Ricardo Araújo	...Madman
- Ana Carolina Braga...Ana
- Marcelo Castanheira...Madman
- Walderrama Dos Santos...Werewolf, Devil, Sewer Monster
- Markus Konká...Pai Pedro
- César Coffin Souza...Coronel
- Foca Magalhães...Pai Monstro
- Margareth Galvão - Dona do Colégio
- Milena Bessa - Mãe evangélica